# Elizabeth Swann
Elizabeth Swann is een personage uit de Pirates of the Caribbean-trilogie. Swann wordt gespeeld door Keira Knightley.

## Biografie

### Pirates of the Caribbean: The Curse of the Black Pearl
Wanneer gouverneursdochter Elizabeth de wees Will Turner van de verdrinkingsdood redt, vormt zich een hechte vriendschap. Jaren later wordt die vriendschap, en inmiddels heimelijke liefde, flink op de proef gesteld door de komst van piraten naar het rustige stadje Port Royal. De piratenbende, geleid door kapitein Hector Barbossa, ontvoert Elizabeth en neemt haar mee naar het schip The Black Pearl. Will Turner gaat achter Barbossa aan en wordt daarbij geholpen door piraat kapitein Jack Sparrow die zelf ook nog een appeltje te schillen heeft met Barbossa. Will weet echter niet dat een betoverde schat ervoor heeft gezorgd dat Barbossa en zijn bemanning voor eeuwig moeten leven als 'ondoden'.

### Pirates of the Caribbean: Dead Man's Chest
Na het grote avontuur uit het eerste deel van Pirates of the Caribbean vaart Jack Sparrow met zijn Black Pearl de wereld rond. Ondertussen zitten Will Turner en Elizabeth Swann vast, omdat ze Jack hebben helpen ontsnappen. Slechts als Will het bijzondere kompas van Jack (Kapitein Jack) terug weet te brengen naar Lord Cutler Beckett zullen hij en Elizabeth vrijkomen. Als Will weg is om Jack en het kompas te vinden, weet Elizabeth te ontsnappen en gaat ze verkleed als zeeman achter hem aan. In Tortuga vindt ze oud-commodore Norrington en Jack. Jack zelf had ondertussen Will naar Davy Jones gestuurd, in de hoop dat Will zijn schuld kan aflossen.
Elizabeth is dus nog niet verder gekomen, maar Jack weet haar onder valse voorwendselen voor te houden dat ze met behulp van zijn kompas de kist van Davy Jones konden vinden, waarmee ze haar geliefde Will kan bevrijden.
In de tijd dat Will op de Vliegende Hollander zit, en ze samen met Jack naar Isla Cruces varen, voelt Elizabeth een onbewuste aantrekking tot Jack, dat haar heel veel schuldgevoel bezorgt.
Eenmaal op het eiland, vinden ze de kist, waar ze ook herenigd wordt met haar geliefde Will, die samen met de Hollander achter de Pearl is aangevaren.
Als ze het hart willen doorboren, komen Norrington, Jack en Will in gevecht over het hart.
Na een lang gevecht, waar de bemanning van Davy Jones, een waterrad en een pot aarde aan te pas komt, weet Norrington weg te komen met het hart, dat betekent voor hem een nieuwe status.
Terug op de Pearl. Elizabeth zorgt voor Will, onwetend dat er een gevaar op de loer ligt. Als de Vliegende Hollander de Pearl aanvalt, beseft Jack ondertussen dat er geen ontkomen aan is, en hij zal zijn dood tegemoet gaan. Omdat de Pearl kan ontsnappen aan de Hollander, stuurt Jones maar zijn beestje op de Pearl af, de Kraken.
Elizabeth weet ook dat ze nooit weg kunnen komen. De Kraken ging immers achter Jack aan. Elizabeth lucht haar hart en haar onderdrukte liefde voor Jack door hem te kussen en hem vast te binden aan de Pearl, waardoor ze tegelijkertijd haar schuldgevoel verdrinkt en haar Will mee redt.
De Kraken sleurt de Pearl met zich mee, met alleen de kapitein.
Na hun ontsnapping is het verdriet om Jacks verlies veel te groot.
Elizabeth, Will en de rest van de resterende bemanning hebben de moed om Jack terug te halen uit Davy Jones' Locker.

### Pirates of the Caribbean: At World's End
In de derde film reist Elizabeth met de bemanning van de Black Pearl naar Singapore om daar een kaart te bemachtigen van de sluwe Chinese piratenkapitein Sao Feng. Op die kaart staat de locatie van Davy Jones’ locker, waar Jack nu in opgesloten zit. Nadat Jack wordt gevonden blijkt dat Elizabeth hem in de tweede film gedood heeft. Jack weigert haar te vergeven, en Elizabeths relatie met Will dreigt hierdoor ook stuk te lopen. Vlak voor ze de Locker weer verlaten ziet Elizabeth haar vaders geest en beseft dat Cutler Beckett hem heeft gedood.
Bij de bijeenkomst van alle piraten wordt Elizabeth verkozen tot de nieuwe piratenkoningin, en leidt het gevecht tegen de Britse marine. Tijdens het laatste gevecht trouwt Captain Barbossa Elizabeth en Will. Als Jack dan uiteindelijk het hart van Davy Jones in handen heeft en op het punt staat te doorboren, steekt Davy Jones Will in zijn hart. Jack laat na enige twijfel en geen andere keuze hebbend Will het hart van Davy Jones doorboren. Dit betekent dat Will nu kapitein is van de Flying Dutchman. Elizabeth ziet haar man samen met de Flying Dutchman in de diepte verdwijnen. Maar het schip komt al snel daarna weer boven met de nieuwe kapitein Will Turner. Samen vallen ze Cutler Beckett aan, en laten niets van het schip over.
Elizabeth en Will hebben nog één dag voordat Will tien jaar op zee moet. En daar genieten ze uitmuntend van.
Aan het einde van At World's End zit na de eindcredits een verborgen scène. In die scène is het tien jaar later. Een jongen van een jaar of 10 staat op de uitkijk bij de zee en zingt het piratenlied waarmee de Pirates of the Caribbean-trilogie begon. Elizabeth komt naast hem staan en samen kijken ze hoe precies 10 jaar nadat Will op zee ging, The Flying Dutchman boven water komt met Will als kapitein. 

### Pirates of the Caribbean: Dead Men Tell No Tales
In Dead Men Tell No Tales zien we Elizabeth bijna niet, maar ze vertelt dat haar zoon bij de marine ging werken en zij alleen op het eiland bleef. Aan het einde van de film zijn zij en Will, die bevrijd is van de vloek, opnieuw samen. Op een nacht blijkt Davy Jones teruggekeerd te zijn uit de dood. Dit bleek echter een nachtmerrie te zijn van Will.